# Раола, Пилар
Пила́р (Пила́) Рао́ла-и-Марти́нес (исп. Pilar Rahola i Martínez; род. 21 октября 1958, Барселона) — испанский (каталонский) журналист и писатель, бывший левый политик и депутат парламента Испании от Левой республиканской партии Каталонии. Она является автором нескольких книг, опубликованных на испанском и каталонском языках, сотрудничала с испанской газетой «Эль Паис», ведет колонки для испанской газеты «La Vanguardia», аргентинской La Nación и американской Diario de América.

## Биография
Пилар родилась в семье, открыто придерживавшейся республиканских и антифашистских взглядов. Несколько её родственников были политическими деятелями. Один из них, Педро Молинас Раола — друг Франциско Камбо, был сенатором, морским министром Второй Испанской Республики и министром без портфеля осенью 1935 года. Другой, Фредерик Раола — был первым омбудсменом провинции Каталония. Её родственник, Карлес Раола, (исп.), каталонский интеллектуал, после победы Франко в Гражданской войне, был приговорен к смертной казни и расстрелян 15 марта 1939 года.
Пилар замужем, у неё трое детей, двое из которых, родившиеся в Барселоне и Сибири, приемные.
Пилар закончила Барселонский университет, получив степень доктора философии по испанской и каталонской филологии.

## Политическая карьера
В 1993—2000 гг. Пилар была единственным представителем от левой партии «Республиканские левые Каталонии» (ERC) в Генеральных кортесах (парламенте) Испании 5-го и 6-го созывов. С 1994 по 2000 годы была также заместителем мэра Барселоны. В качестве депутата парламента участвовала в различных его комиссиях по расследованию, в том числе, в «комиссии Рольдана», расследовавшей наиболее серьёзный случай коррупции во время действия правительства социалистов во главе с Фелипе Гонсалесом. Она также работала в нескольких комитетах, в том числе в комитете по иностранным делам.
В 1996 году Пилар вышла из партии ERC, с тем чтобы, вместе с Анхелем Коломом (исп.) и Жоаном Лапортой создать новую партию «Партию за независимость». После того, как новая партия не прошла в парламент, Пилар оставила политику, вернувшись в журналистику и к написанию книг.

## Журналист и писатель
Пилар сотрудничала с испанской газетой «Эль Паис», ведет колонки для испанской газеты «La Vanguardia» и аргентинской La Nación и Diario de América (англ.) в США. Выступает в телевизионных и радио передачах, на различных общественных мероприятиях, конференциях и с лекциями в университетах,
Как журналист освещала такие мировые события как война между Эфиопией и Эритреей, войны на Балканах, первой войны в Персидском заливе (Иерусалим), падение Берлинской стены, разгон парламента России и процесс обретения независимости странами Прибалтики и события на Ближнем Востоке.
С 2007 года работает в телевизионных программах «Els matins» по ТВ3 (англ.), а также на радио в программе «Julia en la onda» на «Onda Cero», обсуждая такие вопросы, как каталонский национализм, права женщин и арабо-израильский конфликт.
Её поддержка позиции Израиля в этом конфликте, равно как и критика некоторых аспектов современного ислама и позиции левых политиков и общественных деятелей по отношению к конфликту, в том числе, и в самом Израиле, вызывает разные отклики во многих средствах массовой информации.

## Награды
- 2004 : Доктор honoris causa в университете Universidad de Artes y Ciencias de la Comunicación de Santiago de Chile (Сантьяго) — за её вклад в борьбу за права человека.
- 2004 : Premio Javer Olam, Jewish Chilean Community — за её вклад в борьбу с антисемитизмом.
- 2005 : Cicla Price — за её вклад в борьбу с антисемитизмом.
- 2006 : Honour Member, Тель-авивский университет
- 2006 : Golden Menora Price, Бней-Брит (Франция)
- 2008 : Scopus Award laureate 2007, given by the Еврейский университет в Иерусалиме
- 2008 : APEI Prize for her articles, given by «Asociación Profesional Española de Informadores de Prensa, Radio y Televisión»
- 2008 : Почетный гость конференции AIPAC.
- 2009 : Senador Angel Pulido, «Federación de Comunidades Judías de España»
- 2009 : Mass Media Award, American Jewish Committee — за её вклад в борьбу за права человека.
- 2010 Daniel Pearl Award, 2010, given by Anti-Defamation League, «for her dedicated commitment to an honest and accountable journalistic code of ethics and for speaking honestly to the public»
- 2011 Morris Abram Human Rights Award, given by UN Watch for her defense of Human Rights . Geneva, 2011.